# Doris Ulmann

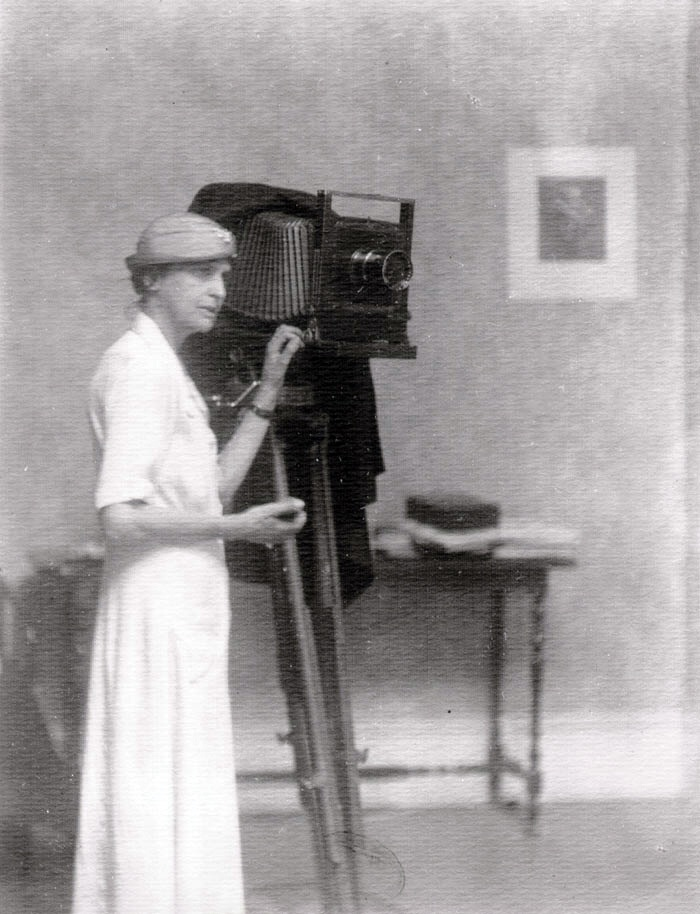
Autoritratto intorno al 1910

Doris Ulmann (New York, 29 maggio 1882 – New York, 28 agosto 1934) è stata una fotografa statunitense.

## Biografia
Discendente del rabbino BerUlmo o Bernhard Ber Ullmann, vissuto un secolo prima, figlia dell'immigrato tedesco Bernhard, produttore tessile di successo, e Gertrude Mass, aveva un fratello. Fu educata in una scuola che sosteneva il valore della persona al di sopra delle etnie e delle condizioni economiche familiari. Dal 1900 al 1903 ottenne il diploma di insegnante.
Ulmann si sposò nel 1914 con il medico Charles H. Jaeger, chirurgo ortopedico della Columbia University Medical School, e da quell'anno fino al 1917 insieme frequentarono la scuola di fotografia di Clarence H. White in puro stile pittorialista, com'era in uso in quegli anni e secondo quanto predicato sia dalla londinese Linked Ring che dall'americana Photo-Secession, anche se ormai White aveva rotto ogni rapporto con Alfred Stieglitz, fondando il gruppo il Pictorial Photographers of America (PPA). Da quella scuola del resto uscirono fotografi quali Margaret Bourke-White, Anne Brigman, Dorothea Lange, Paul Outerbridge, Karl Struss per citarne alcuni.
Tra il 1918 e il 1925, Ulmann fotografò ritratti di medici e personale infermieristico di New York e Baltimora e presso prestigiose scuole di medicina che vennero pubblicati da celebri tipografi.
A partire dagli anni '20 Ulmann eseguì ritratti di intellettuali, attori ed attrici, ballerine, divi dello spettacolo, cantanti, artisti e scrittori che vennero pubblicati sulle maggiori riviste allora in voga che hanno posto Doris Ulmann come fotografa "rispettabile". Tra questi: William Butler Yeats, John Dewey, Max Eastman, Sinclair Lewis, Lewis Mumford, Joseph Wood Krutch, Martha Graham, Anna Pavlova, Albert Einstein, Paul Robeson, Lillian Gish.
Nel 1921 divorziò dal marito e subì un'operazione chirurgica per ulcere croniche. Alcuni anni dopo, nel 1925 decise di intraprendere viaggi verso la parte orientale degli Stati Uniti, fotografando le persone, comunità preindustriali, anche religiose. Importante il lavoro svolto sulla gente delle montagne degli Appalachi. Inoltre, ha ritratto la vita del popolo Gullah che vivono nella Carolina del Sud e nelle isole del mare di Beaufort, pronipoti degli africani ridotti in schiavitù e portati in Georgia e condotti a forza in questi luoghi. Ulmann entrò in contatto con i Gullah grazie alla sua amica, la scrittrice Julie Peterkin, che avendo una piantagione impiegò molti lavoratori. Ne uscì un volume, Roll. Jordan. Roll, con le immagini di Doris, le cui foto non erano documentaristiche ma cercavano di mostrare le culture regionali americane, e i testi della Peterkin, viene considerato una delle sue migliori opere,
Mentre si trovava sui monti Appalachi nel 1934 si ammalò e fece appena in tempo a rientrare a New York dove morì, secondo alcuni per un attacco di cuore, secondo altri in seguito ad un attacco epilettico. Nel testamento creò la Fondazione Ulmann presso la Berea School.
Il Georgia Museum of Art dell'Università della Georgia ha promosso una grande retrospettiva della Ulmann nel 2018, pubblicando il più grande libro sul suo lavoro fino al 2023. La Library of Congress detiene più di 150 fotografie di Doris Ulmann. Il deposito principale delle opere di Ulmann è presso l'Università dell'Oregon.

## Pubblicazioni
- Roll, Jordan, Roll con Julie Peterkin, Robert O. Ballou Editor, 1933
- The Appalachian photographs of Doris Ulmann,  Jargon Society, 1971
- The Darkness and the Light: Photographs, Aperture, 1974
- American Portraits con David Featherstone, University of New Mexico Press, 1985
- Movers & Makers - Doris Ulmann's Portrait of the Craft Revival in Appalachia, Curatorial InSight, 2005
- A book of portraits of the faculty of the Medical Department of the Johns Hopkins University, Baltimore, Generico, 2023

## Galleria d'immagini

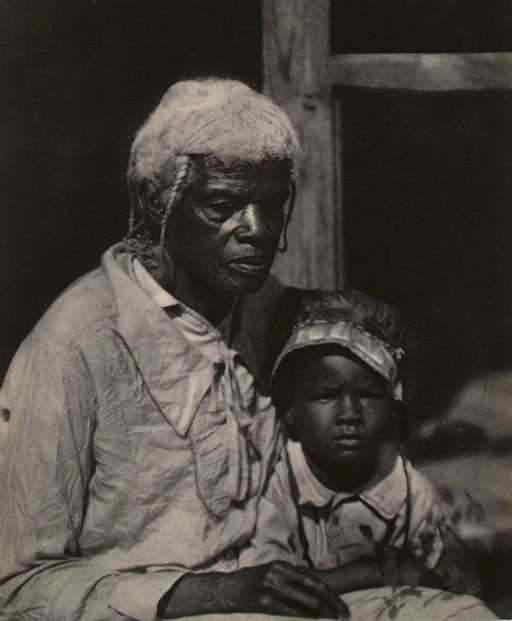
nonna e nipote, datazione incerta
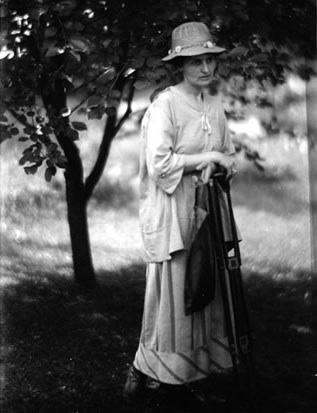
autoritratto, 1920 circa
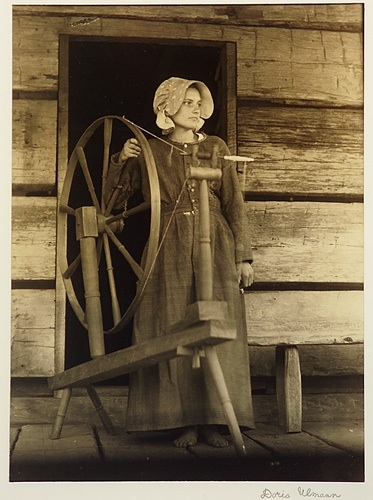
ragazza con ruota, 1920 circa
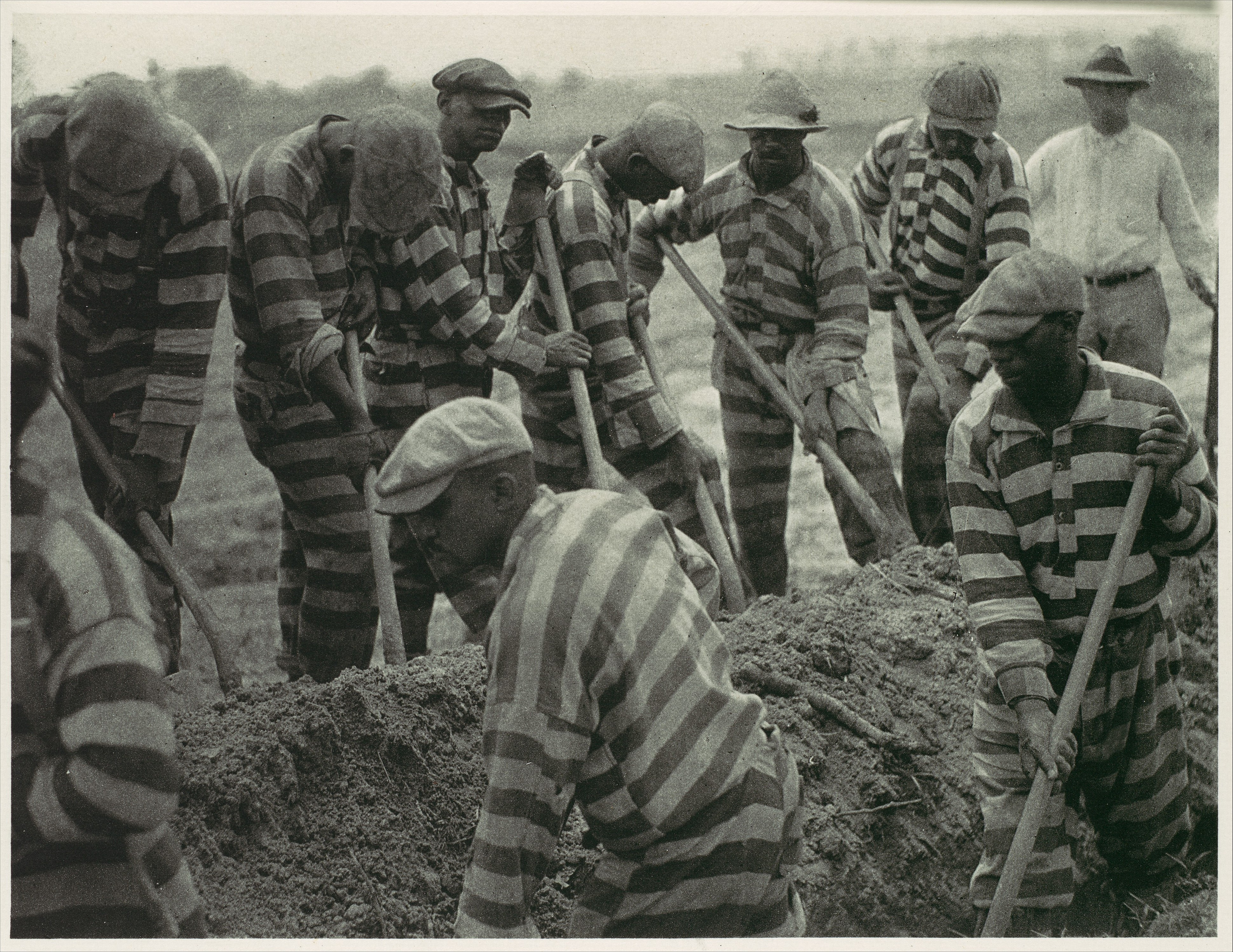
prigionieri, 1920 circa
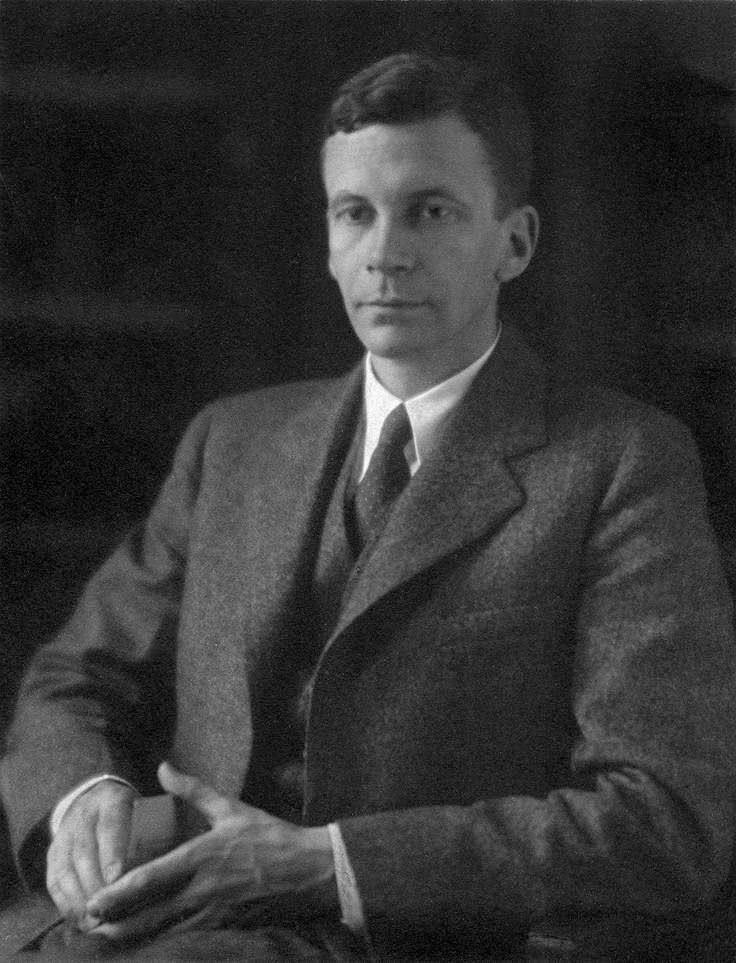
il poeta e critico letterario Mark Van Doren nel 1920
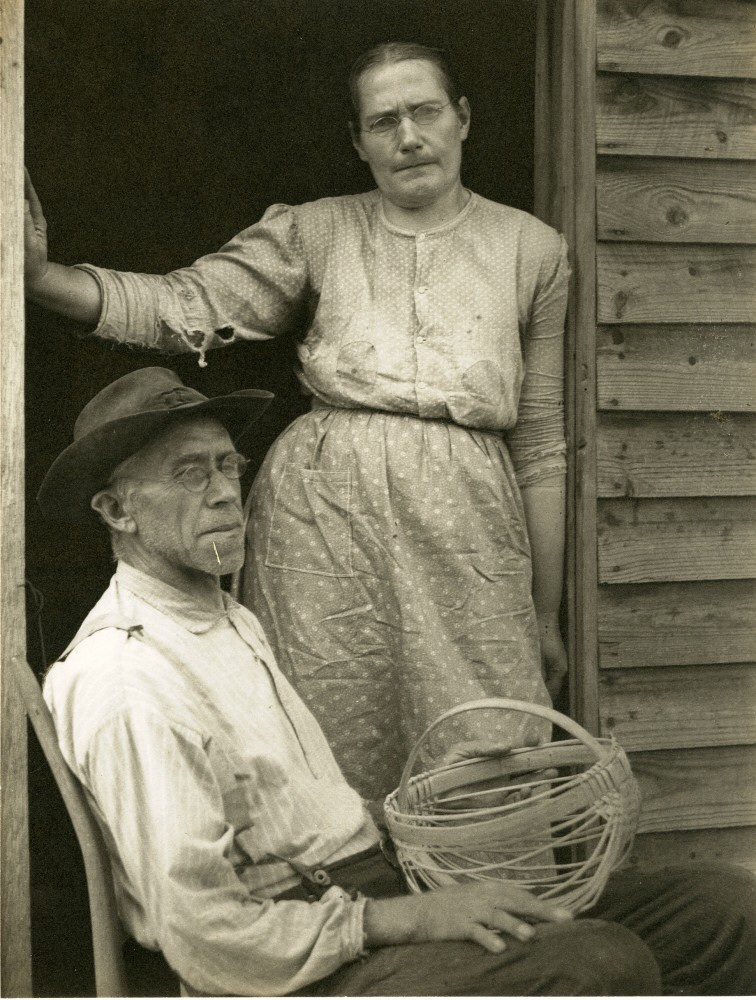
coppia dei monti Appalachi, 1920 circa
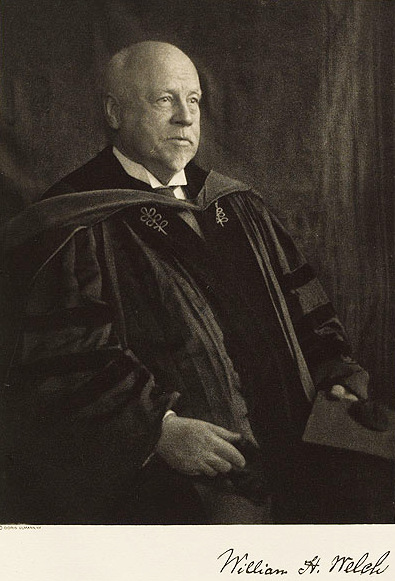
il medico William Henry Welch nel 1922
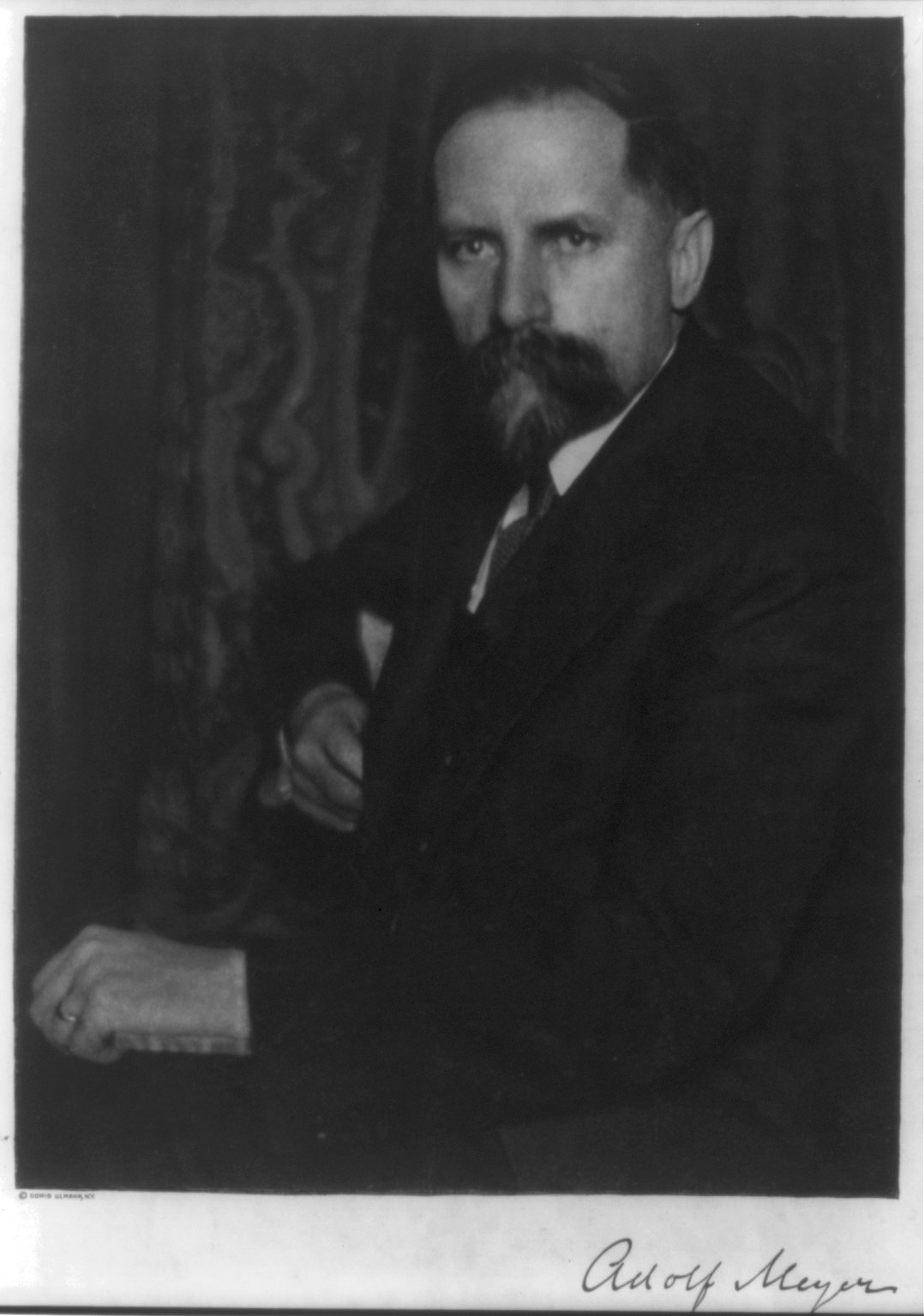
lo psichiatra Adolf Meyer nel 1922
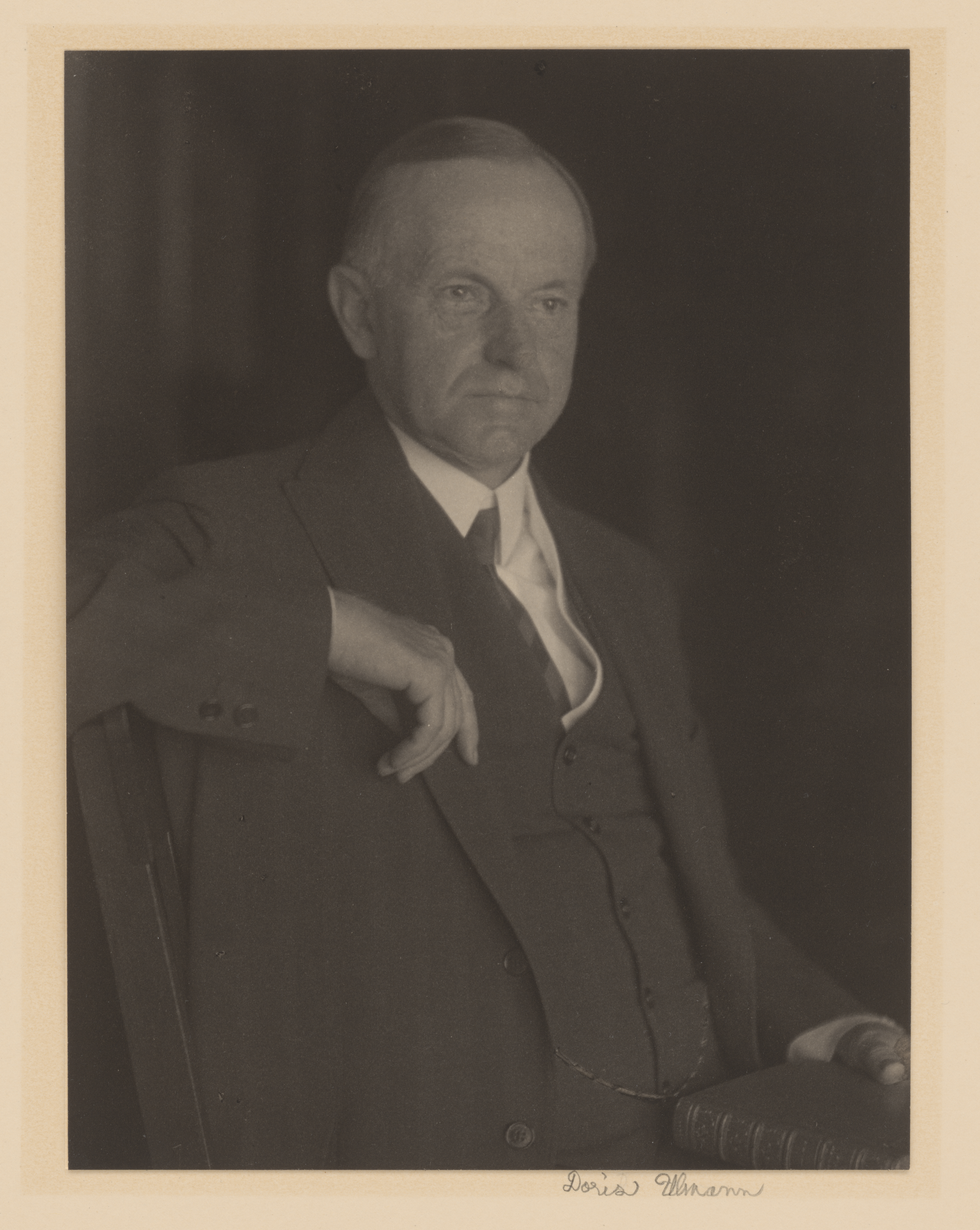
Calvin Coolidge nel 1924 circa, 30º presidente degli USA
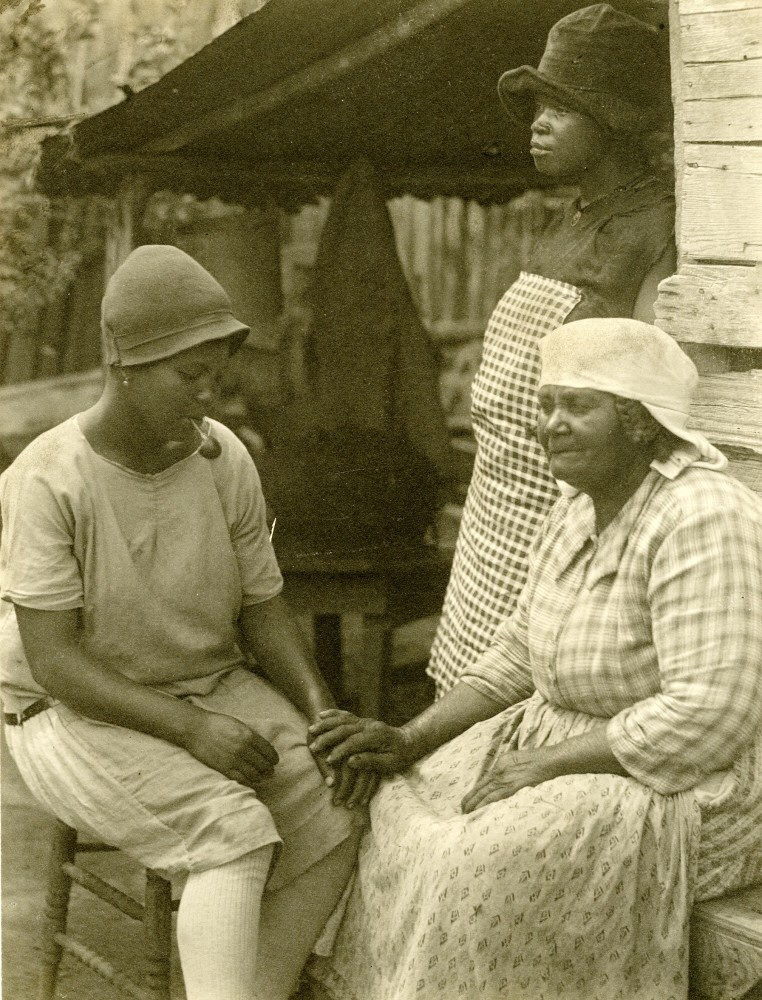
tre donne Gullah, metà anni Venti
Doris Ulmann e Julia Peterkin nel 1925 circa
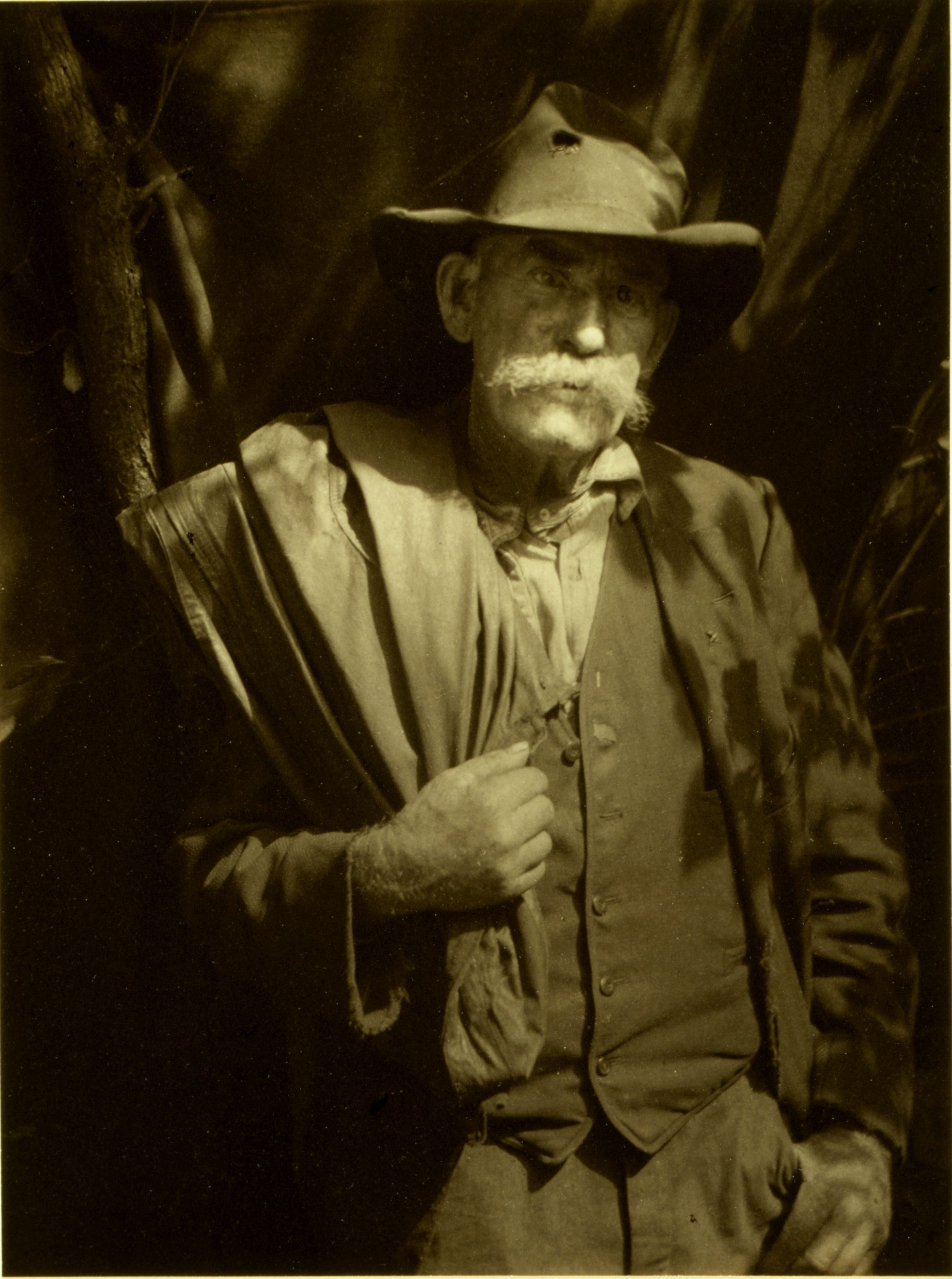
alpinista meridionale, 1928
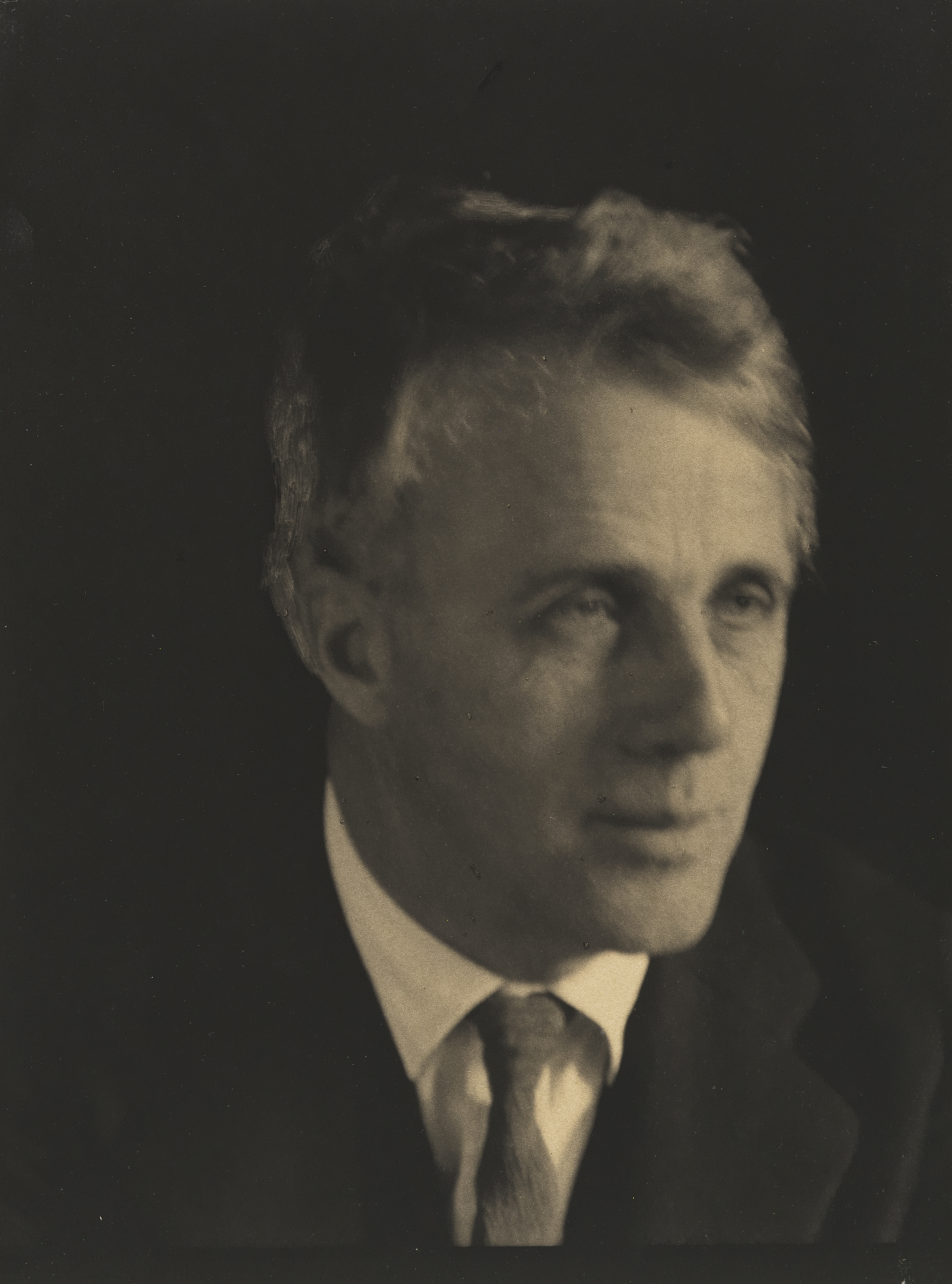
il poeta Robert Frost nel 1929
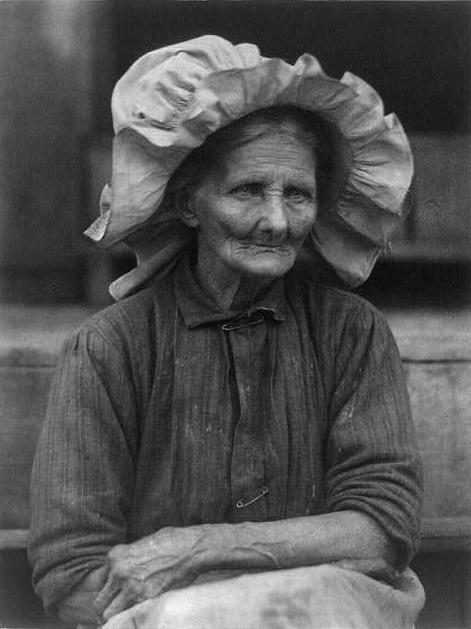
donna anziana con cappellino da sole, 1930
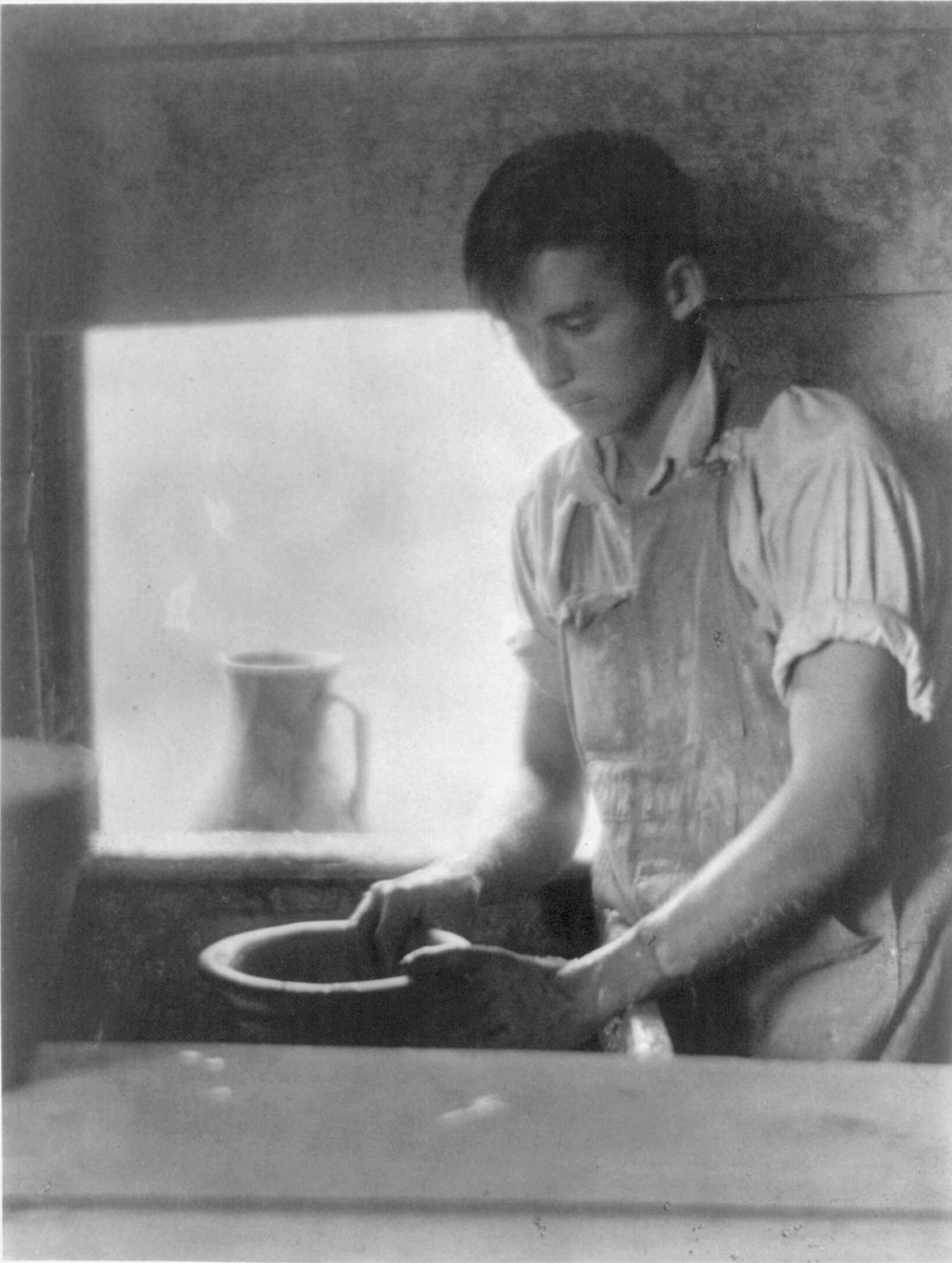
operaio ceramista, 1930 circa
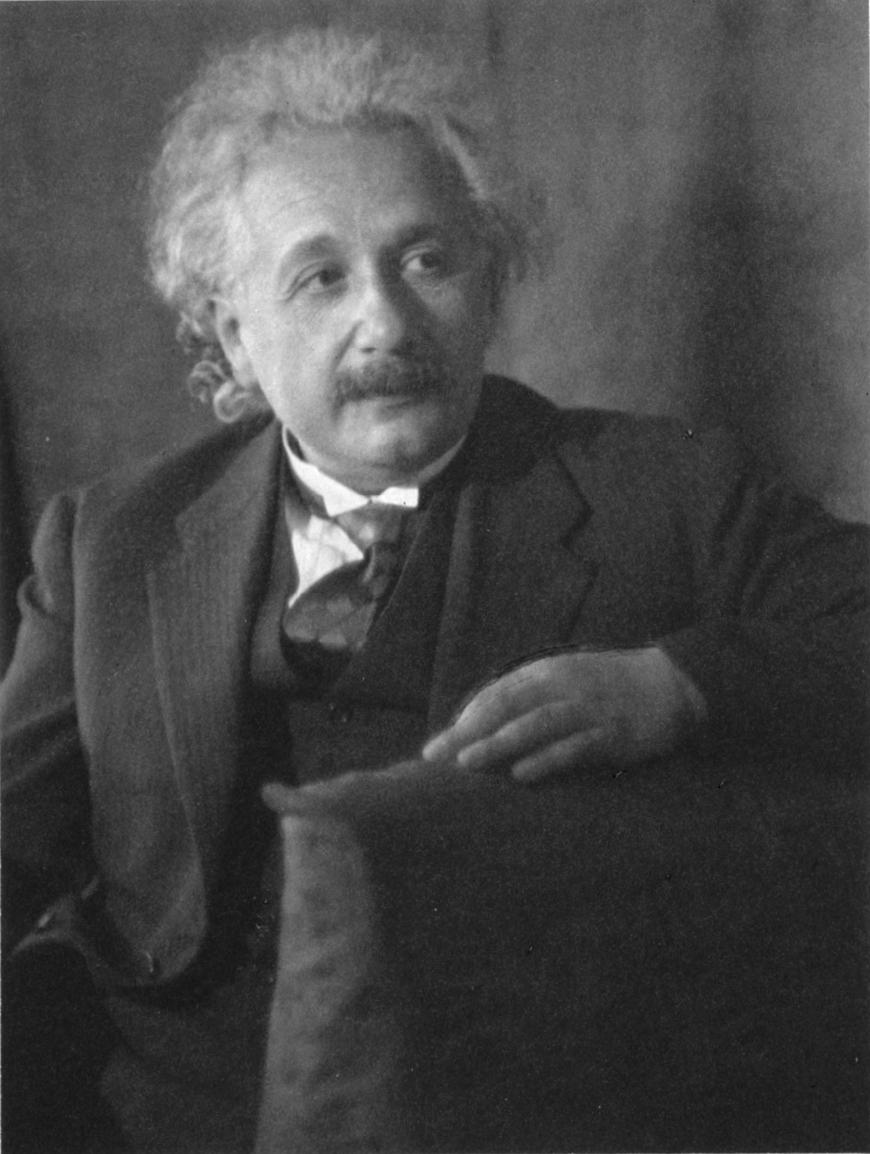
Albert Einstein nel 1931